# حرب الحدود الجنوب إفريقية
حرب الحدود الجنوب أفريقية، وتسمى أيضا حرب الاستقلال الناميبية، ويشار إليها في جنوب أفريقيا باسم حرب الغابة الأنغولية، هي صراع غير متناظر طويل الأمد دارت رحاه في ناميبيا (كانت تسمى في ذلك الوقت جنوب غرب أفريقيا)، زامبيا، وأنغولا من 26 أغسطس 1966 حتى 21 مارس 1990. قاتلت في الحرب قوات الدفاع الجنوب أفريقية ضد جيش التحرير الشعبي الناميبي، وهي الجناح العسكري لمنظمة شعب جنوب غرب أفريقيا أو سوابو. أدت حرب الحدود الجنوب أفريقية إلى وقوع بعض أكبر المعارك في القارة الأفريقية منذ الحرب العالمية الثانية وكانت متشابكة إلى حد كبير مع الحرب الأهلية الأنغولية.
بعد عدة عقود من الطلب غير الناجح من الأمم المتحدة ومحكمة العدل الدولية من أجل إعطاء ناميبيا استقلالها، أسس سوابو جيش التحرير الشعبي الناميبي في 1962 مع مساعدة مادية من الاتحاد السوفيتي، جمهورية الصين الشعبية، ودعم معنوي من دول أفريقية مثل تنزانيا، غانا، والجزائر. اندلع القتال بين جيش التحرير الشعبي الناميبي والسلطات الجنوب أفريقية في أغسطس 1966. بين 1975 و 1988، شنت قوات الدفاع الجنوب أفريقية غارات مكثفة على أنغولا وزامبيا لإزالة قواعد العمليات الهجومية لجيش التحرير الناميبي. نشرت أيضا وحدات مدربة خاصة لمكافحة التمرد مثل الكوفوت والكتيبة 32 لتنفيذ استطلاعات خارجية ومراقبة حركات حرب العصابات.
أصبحت تكتيكات جيش الدفاع الجنوب أفريقي أكثر عدائية تزامنًا مع تقدم الصراع. نجم عن توغل قوات الدفاع الجنوب أفريقية عدد من الإصابات في صفوف الأنغوليين، وأدى التوغل في بعض الأحيان إلى ضرر جانبي شديد للمنشآت الاقتصادية التي اعتُبرت شريان الاقتصاد الأنغولي. سعى الاتحاد السوفياتي إلى إيقاف تلك الغارات، وإعاقة التحالف الناشئ بين قوات الدفاع الجنوب أفريقية والاتحاد الوطني للاستقلال الكلي الأنغولي (أو يونيتا)، تحديدًا بعدما أصبحت قوات الدفاع تتسلح بمعدات جيش التحرير الشعبي الأنغولي المستولى عليها. قرر الاتحاد السوفياتي دعم القوات المسلحة الشعبية لتحرير أنغولا عبر إرسال عدد ضخم من المستشارين العسكريين وتقديم معدات دفاعية مزودة بأحدث التقنيات تُقدر قيمتها بـ 4 مليارات دولار خلال ثمانينيات القرن الماضي. بدءًا من عام 1984، أصبحت الكتائب الأنغولية النظامية تحت قيادة السوفيات أكثر ثقة بنفسها وقادرة على مواجهة قوات الدفاع الجنوب أفريقية. عزز جيش التحرير الأنغولي مواقعه بمساعدة آلاف الجنود القادمين من كوبا. انتهت حالة الحرب بين جنوب أفريقيا وأنغولا بعد مدة قصيرة إثر توقيع اتفاقيات لوساكا، لكن الصراع استُكمل في شهر أغسطس من عام 1985 جراء استغلال قوات جيش التحرير الشعبي الأنغولي واليونيتا هدنة وقف إطلاق النار ليعززوا نشاطهم في حرب العصابات، ما أدى إلى مرحلة جديدة من العمليات القتالية خاضتها القوات المسلحة الشعبية لتحرير أنغولا، والتي نجم عنها معركة كويتو كانافالي. انتهت حرب الحدود الجنوب أفريقية افتراضيًا بتوقيع الاتفاقية الثلاثية التي رعتها الولايات المتحدة الأمريكية، ونصت على انسحاب قوات الجيشين الجنوب أفريقي والكوبي من أنغولا وجنوب غرب أفريقيا، على التوالي. أطلق جيش التحرير الشعبي الأنغولي أول حملة من حرب العصابات في شهر أبريل من عام 1989. نالت دولة جنوب غرب أفريقيا استقلالًا رسميًا في الأول والعشرين من شهر مارس عام 1990، وأُصبحت تُدعى جمهورية ناميبيا.
على الرغم من أن حرب الحدود الجنوب أفريقية دارت في عددٍ من الدول المجاورة، لكنها خلّفت أثرًا ثقافيًا وسياسيًا ملحوظًا على المجتمع الجنوب أفريقي. كرّست حكومة الأبارتيد (نظام الفصل العنصري) الكثير من الجهود من أجل إظهار الحرب على هيئة جزء من برنامج لاحتواء وإيقاف التوسع السوفياتي الإقليمي، واستغلت الحرب لتحريض عامة الشعب ضد الشيوعية. لا تزال الحرب موضوعًا متممًا في الأدب الجنوب أفريقي المعاصر عمومًا، وتحديدًا الأعمال المكتوبة باللغة الأفريقانية، ما أدى إلى بروز نمط فريد من الأدب عُرف باسم «أدب الحدود» أو grensliteratuur.

## الاصطلاح
أُطلقت أسماء عديدة على الصراع غير المعلن، الذي شنته جنوب أفريقيا على أنغولا وناميبيا (التي دُعيت وقتها بجنوب غرب أفريقيا) منذ منتصف ستينيات القرن الماضي حتى أواخر الثمانينيات. يشير المصطلح «حرب الحدود الجنوب أفريقية» عادة إلى الحملة العسكرية التي شنها جيش التحرير الشعبي الأنغولي، واتخذت شكل تمرد ريفي وعمليات تخريب، بالإضافة طبعًا إلى الغارات الخارجية التي شنها جيش جنوب أفريقيا على القواعد العسكرية التي يُشتبه بكونها تابعة لجيش التحرير الشعبي الأنغولي في أنغولا أو زامبيا، فشمل الصراع أحيانًا حربًا تقليدية كبرى ضد القوات المسلحة الشعبية لتحرير أنغولا وحلفائها في كوبا. ازداد الوضع الاستراتيجي تعقيدًا إثر استيلاء جنوب أفريقيا على مساحات واسعة من أنغولا لفترات طويلة من أجل تقديم الدعم للاتحاد الوطني للاستقلال الكلي الأنغولي، فأصبح من الصعب فصل نزاع «حرب الحدود» عن الحرب الأهلية الأنغولية التي كانت تجري أثناء ذلك.

دخل مصطلح «حرب الحدود» ضمن المواضيع العامة في جنوب أفريقيا في أواخر سبعينيات القرن الماضي، وتبنى الحزب الوطني الذي حكم البلاد لاحقاً هذا المصطلح. استُخدم المصطلح لإبعاد أي إشارة أو دليل يؤكد وقوع الحرب على أراضٍ أجنبية، وذلك بسبب الطبيعة السرية لغالبية عمليات قوات الدفاع الجنوب أفريقية داخل أنغولا. عند نقاش الجوانب والسمات التكتيكية للحروب المختلفة، يصف معظم المؤرخين العسكريين هذه الحرب بـ «حرب بوش» (نسبة إلى الرئيس الأمريكي جورج بوش، وحرب بوش تعني غزو دولة ما واحتلالها من طرف دولة عظمى سعيًا وراء المصادر الطبيعية –كالنفط – وبناءً على معلومات استخباراتية خاطئة وأبحاث منتقاة. حرب العراق مثال على ذلك).
لم تكن تلك الحرب المسماة «حرب الحدود»، والتي وقعت في سبعينيات وثمانينيات القرن الماضي، حربًا حقيقية على الإطلاق بناءً على المعايير الكلاسيكية للحرب. في الوقت ذاته، لا يمكن إطلاق تعاريف محددة على هذه الحرب. كان التمرد الطويل في جنوب غرب أفريقيا، ولاحقاً ناميبيا، جوهر الحرب. لكن بالتزامن مع ذلك، اتسمت الحرب بتدخل قوات الدفاع الجنوب أفريقية دورياً في الحرب الأهلية الطويلة التي دارت أحداثها في الجارة أنغولا، والسبب هو صعوبة فصل النزاعين عن بعضهما.
–ويليم ستينكامب، مؤرخ عسكري جنوب أفريقي.
وصفت منظمة شعب جنوب غرب أفريقيا حرب الحدود الجنوب أفريقية بحرب التحرير الوطني الناميبية ونضال التحرر الناميبي. في السياقات الناميبية، من الشائع الإشارة لحرب الحدود بحرب الاستقلال الناميبية. على أي حال، انتُقدت تلك المصطلحات لأنها تتجاهل العواقب الإقليمية الضخمة للحرب، وتتجاهل أيضًا حقيقة أن جيش التحرير الشعبي الناميبي تأسس وخاض معظم حروبه في دول أخرى غير ناميبيا.

## خلفية تاريخية
كانت ناميبيا خاضعة لاستعمار الإمبراطورية الألمانية، ودُعيت بجنوب غرب أفريقيا الألمانية حتى الحرب العالمية الأولى، حينها تعرضت لغزو واحتلال قوات الحلفاء تحت قيادة الجنرال لويس بوتا. عقب هدنة كومبين الأولى، فرضت عصبة الأمم نظام الانتداب من أجل حكم الأراضي الأفريقية والآسيوية التي خضعت قبل الحرب لحكم الإمبراطوريتين الألمانية والعثمانية. تشكل نظام الانتداب بعد تسوية بين المدافعين عن حق الحلفاء بضم المستعمرات الألمانية والعثمانية السابقة، والطرف الآخر الذي دعا إلى منح تلك المستعمرات السابقة وصاية دولية حتى تصبح قادرة على حكم وإدارة ذاتها.
قُسمت جميع مستعمرات ألمانيا والإمبراطورية العثمانية السابقة إلى 3 فئات من الانتداب – الانتداب من الفئة «A» الذي ساد في الشرط الأوسط، والانتداب من الفئة «B» الذي شمل أفريقيا الوسطى، والانتداب من الفئة «C»، والذي صمم من أجل المستعمرات ذات الكثافة السكانية المنخفضة جدًا أو المستعمرات الألمانية السابقة الأقل تطورًا: مثل جنوب غرب أفريقيا وغينيا الجديدة الألمانية وجزر المحيط الهادئ.
اتسمت المستعمرات المصنفة ضمن فئة الانتداب C بكونها أراضٍ ذات حجم صغير ومنعزلة جغرافيًا وذات كثافة سكانية منخفضة، أو لأنها على تماس مباشر مع سلطة الانتداب. بالتالي، بالإمكان إدارة تلك المستعمرات من الفئة C باعتبارها محافظات أو مقاطعات مكملة للبلدان التي فرضت الانتداب عليها. لكن فرض الانتداب من طرف عصبة الأمم لا يلغي السيادة الذاتية للبلد، إنما يوكل مسؤولية إدارة هذا البلد إلى دول أخرى. من حيث المبدأ، سُمح للدول المنتدِبَة فرض «وصاية» على تلك المستعمرات السابقة حتى تصبح جاهزة كفاية لإدارة نفسها. وفقاً لتلك الأحكام، مُنحت اليابان وأستراليا ونيوزيلاندا جزر المحيط الهادئ التابعة لألمانيا سابقًا، بينما حصل اتحاد جنوب أفريقيا على جنوب غرب أفريقيا.
أصبح من الواضح أن حكومة جنوب أفريقيا فسّرت الانتداب على أنه ضم دولة أخرى بشكل ضمني. في شهر سبتمبر من العام 1922، أدلى رئيس الوزراء الجنوب أفريقي يان سموتس بشهادته أمام مفوضية الانتداب التابعة لعصبة الأمم، وادعى أن الاتحاد يعمل على إدماج جنوب غرب أفريقيا بشكل كامل ضمنه، ويجدر على الدول الأخرى الاعتراف بجنوب غرب أفريقيا باعتبارها مقاطعة خامسة من جنوب أفريقيا، لأسباب عملية على حد قوله. وفقًا لسموتس، فهذا يعني «ضم دولة أخرى بالكامل، حتى لو لم يُعترف بذلك رسميًا».

### شرعية جنوب غرب أفريقيا، 1946-1960
بعد الحرب العالمية الثانية، ترأس جان سموتس وفد جنوب أفريقيا إلى مؤتمر الأمم المتحدة للمنظمة الدولية. نتيجة لهذا المؤتمر، حلت الأمم المتحدة (يو إن) محل عصبة الأمم رسميًا مع تفويضات العصبة السابقة من قبل نظام الوصاية. ونصت المادة 77 من ميثاق الأمم المتحدة على أن وصاية الأمم المتحدة «تنطبق على الأراضي الواقعة حاليًا تحت الانتداب»؛ وتكون «مسألة اتفاق لاحق بشأن الأراضي في المناطق سابقة الذكر لتخضع لنظام الوصاية وبأي شروط». كان سموتس متشككًا في الوصاية المقترحة، ويرجع ذلك إلى حد كبير إلى المصطلحات الغامضة في المادة 77.
ألقى هيتون نيكولز، المفوض السامي لجنوب أفريقيا في المملكة المتحدة وعضو وفد سموتس إلى الأمم المتحدة، كلمة أمام الجمعية العامة للأمم المتحدة المشكلة حديثًا في 17 يناير عام 1946. وذكر نيكولز أن الغموض القانوني للوضع في جنوب غرب أفريقيا يعيق التنمية والاستثمار الأجنبي؛ ومع ذلك، كان تقرير المصير مستحيلًا في الوقت الحالي نظرًا إلى أن المنطقة كانت متخلفة للغاية وقليلة السكان بحيث لا يمكنها العمل كدولة مستقلة قوية. في الجزء الثاني من الدورة الأولى للجمعية العامة، أعطيت الكلمة إلى سموتس، الذي أعلن أن أرض الانتداب كانت جزءًا من أراضي وشعب جنوب أفريقيا. أبلغ سموتس الجمعية العامة أنها قد دمجت بشكل كامل مع جنوب أفريقيا، ولم يكن الضم الذي أقرته الأمم المتحدة أكثر من إجراء شكلي ضروري.
ولكن طلب وفد سموتس إنهاء التفويض والإذن بضم جنوب غرب أفريقيا لم يلق قبولًا في الجمعية العامة. وقد وافقت خمس دول أخرى، بما في ذلك ثلاث قوى استعمارية كبرى، على وضع مناطق انتدابها تحت وصاية الأمم المتحدة، على الأقل من حيث المبدأ؛ وجنوب أفريقيا وحدها رفضت ذلك. أصر معظم المندوبين على أنه من غير المرغوب فيه الموافقة على ضم أراضي الانتداب، خاصة عندما يكون جميع المندوبين الآخرين قد دخلوا في الوصاية. صوتت 37 دولة عضوًا ضد ضم جنوب أفريقيا لجنوب غرب أفريقيا؛ وتسعة امتنعت عن التصويت.
في بريتوريا، رد السياسيون اليمينيون بغضب على ما اعتبروه تدخلًا غير مبرر للأمم المتحدة في قضية جنوب غرب أفريقيا. رفض الحزب الوطني سلوك الأمم المتحدة ووصفها بأنها غير صالحة للتدخل في سياسات جنوب أفريقيا أو مناقشة إدارتها لمنطقة الانتداب. طالب أحد المتحدثين باسم الحزب الوطني، إريك لو، بضم جنوب غرب أفريقيا من جانب واحد. وخلال الانتخابات العامة لجنوب أفريقيا عام 1948، وصل الحزب الوطني إلى السلطة، واستعد رئيس الوزراء المعين حديثًا دانيال مالان لتبني موقف أكثر عدوانية فيما يتعلق بالضم، وعُين إريك لو سفيرًا لدى الأمم المتحدة. وخلال خطاب ألقاه في ويندهوك، كرر مالان موقف حزبه بأن جنوب أفريقيا ستضم أرض الانتداب قبل تسليمها إلى وصاية دولية. في العام التالي، صدر بيان رسمي إلى الجمعية العامة أعلن أن جنوب أفريقيا ليس لديها نية للامتثال للوصاية، كما أنها ليست ملزمة بالإفصاح عن معلومات أو تقارير جديدة تتعلق بإدارتها. في نفس الوقت، أقر برلمان جنوب أفريقيا قانون إدارة شؤون جنوب غرب أفريقيا لعام 1949. أعطى التشريع الجديد للبيض في جنوب غرب أفريقيا التمثيل البرلماني ونفس الحقوق السياسية التي يتمتع بها البيض في جنوب أفريقيا.
ردت الجمعية العامة للأمم المتحدة بالإحالة إلى محكمة العدل الدولية، التي كانت ستصدر رأيًا استشاريًا بشأن الوضع الدولي لجنوب غرب أفريقيا. قضت محكمة العدل الدولية بأن جنوب غرب أفريقيا ما يزال يُحكم كانتداب؛ ولم تكن جنوب أفريقيا ملزمة قانونًا بتسليمها إلى نظام الوصاية التابع للأمم المتحدة إذا لم تعترف بأن نظام الانتداب قد انتهى، وعلى العكس من ذلك، كانت ما تزال ملزمة بأحكام الانتداب الأصلية. وكان الالتزام بهذه الأحكام يعني أن جنوب أفريقيا غير قادرة على تعديل الوضع الدولي لجنوب غرب أفريقيا من جانب واحد. ورفض مالان وحكومته رأي المحكمة ووصفوه بأنه غير ذي صلة. شكلت الأمم المتحدة لجنة حول جنوب غرب أفريقيا، والتي أصدرت تقاريرها المستقلة المتعلقة بإدارة تلك المنطقة وتنميتها. أصبحت تقارير اللجنة لاذعة بشكل متزايد بالنسبة لمسؤولي جنوب أفريقيا عندما فرض الحزب الوطني نظامه القاسي للفصل العنصري والطبقات - الأبارتايد - على جنوب غرب أفريقيا.
في عام 1958، أنشأت الأمم المتحدة لجنة المساعي الحميدة التي استمرت في دعوة جنوب أفريقيا لوضع جنوب غرب أفريقيا تحت الوصاية. اقترحت لجنة المساعي الحميدة تقسيم منطقة الانتداب، مما يسمح لجنوب أفريقيا بضم الجزء الجنوبي مع منح الاستقلال للشمال، بما في ذلك منطقة أوفامبولاند المكتظة بالسكان، أو إدارتها كأرض تحت الوصاية الدولية. قوبل الاقتراح بمعارضة ساحقة في الجمعية العامة؛ صوتت ضده ستة وخمسون دولة. ورفض أي تقسيم إضافي لجنوب غرب أفريقيا بشكل قاطع.

### المعارضة الداخلية لحكم جنوب أفريقيا
لعبت المعارضة الداخلية المتزايدة للفصل العنصري دورًا فعالًا في تطوير حركة قومية جنوب غرب أفريقيا والتشدد فيها خلال منتصف الخمسينيات من القرن العشرين وحتى أواخرها. وبدأت حملة التحدي لعام 1952، وهي سلسلة من الاحتجاجات السلمية التي أطلقها المؤتمر الوطني الأفريقي ضد قوانين الاجتياز، وألهمت تشكيل اتحادات طلابية في جنوب غرب أفريقيا تعارض الفصل العنصري. في عام 1955، نظم أعضاؤهم الرابطة التقدمية لجنوب غرب أفريقيا (سوابا)، برئاسة أواتجا كوكويتو، حملة من أجل استقلال جنوب غرب أفريقيا. على الرغم من أن سوابا لم تحظ بدعم واسع النطاق خارج الدوائر الثقافية، إلا أنها كانت أول هيئة قومية تدعي دعم مصالح جميع السود في جنوب غرب أفريقيا، بغض النظر عن القبيلة أو اللغة. كان نشطاء سوابا في الغالب طلابًا من شعب هيريرو ومعلمي المدارس وأعضاء آخرين من النخبة المثقفة السوداء الناشئة في ويندهوك. في هذه الأثناء، تأسس مؤتمر الشعب في أوفامبولاند (فيما بعد منظمة أوفامبولاند الشعبية، أو بّي أو) على يد القوميين وبينهم العمال من شعب أوفامبو المهاجرين شبه المتحضرين في كيب تاون. أشار دستور منظمة أوفامبولاند الشعبية إلى تحقيق وصاية الأمم المتحدة والاستقلال النهائي لجنوب غرب أفريقيا كأهداف أساسية. وجرى اقتراح حركة موحدة تشمل تسييس عمال العقود من شعب أوفامبو من شمال جنوب غرب أفريقيا بالإضافة إلى طلاب هيريرو، ما أدى إلى توحيد سوابا ومنظمة أوفامبولاند الشعبية باسم الاتحاد الوطني لجنوب غرب أفريقيا (سوانو) في 27 سبتمبر عام 1959.